# Georges Canguilhem
Georges Canguilhem, né le 4 juin 1904 à Castelnaudary dans l'Aude et mort le 11 septembre 1995 à Le Port-Marly (Yvelines), est un philosophe et résistant français. Normalien agrégé et docteur en médecine ayant refusé d'exercer, il dirige l'Institut d'histoire et de philosophie des sciences et des techniques (IHPST) de 1956 à 1971 à la suite de Gaston Bachelard.
Consacrée à l'épistémologie et à l'histoire des sciences, précisément à l'accession de la biologie, de la médecine, de la psychologie au statut de science, son œuvre, notamment Le Normal et le Pathologique et La Connaissance de la vie, relève d'une exigence éthique voire héroïque qui refuse de réduire le vivant aux mesures physicochimiques ou comportementalistes de celui-ci et par là d'imposer une norme, nécessaire à la science mais non suffisante pour l'individu. Inspirée par  Jean Cavaillès critiquant la phénoménologie husserlienne, elle se nourrit de la dénonciation faite par Karl Marx du scientisme allemand et a une influence fondamentale sur la génération postmoderne qui a animé le mouvement contestataire dit de la French Theory et fait Mai 68, en particulier Michel Foucault et Pierre Bourdieu, dont Canguilhem fut le directeur de thèse de doctorat.
Dans la réception récente de Canguilhem, il est classé dans le « sous-courant de la philosophie européenne », appelé « marxisme vitaliste ».

## Biographie

### Origines et scolarité (1904-1924)
Georges Bernard Canguilhem est le fils d'un tailleur travaillant dans la campagne et sorti de sa condition paysanne par cet artisanat. Il a dix ans quand son grand-père maternel meurt, laissant à sa fille une ferme située à Orgibet, dans le Couserans. C'est la guerre et ses pénuries. Il est mis à contribution pour faire les labours sur le terrain dont sa mère a hérité et apprendre auprès du métayer le métier de paysan. Il conservera toute sa vie l'accent rocailleux de son Languedoc natal.
Il accomplit au lycée de Castelnaudary une scolarité brillante et en juin 1921, le baccalauréat passé avec un an d'avance, se voit proposer une bourse pour poursuivre en classe préparatoire à Montpellier, qu'il refuse. C'est pour présenter sa candidature au lycée Henri-IV, à Paris, et préparer le concours d'entrée à l'École normale supérieure. Il y est admis en hypokhâgne et reçoit en compensation une bourse d'honneur délivrée par le conseil de l'établissement, bientôt doublée de la même bourse nationale. En khâgne, il a pour professeur Alain. Celui ci, partisan mal compris de la dissuasion armée qui préconisera en 1939 la riposte militaire, conforte l'engagement initial de son jeune étudiant dans son antimilitarisme.

### Normalien contestataire (1924-1929)

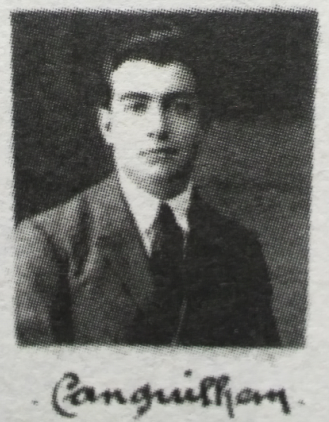
L'étudiant Canguilhem.

En 1924, « le petit Cang » intègre la section Lettres de l'École normale supérieure dans la promotion de Daniel Lagache, Raymond Aron, Jean-Paul Sartre et Paul Nizan. L'année suivante, pour compléter son indemnité de fonctionnaire stagiaire, il trouve, par l'entregent d'Alain, de Michel Alexandre, qui fut lui aussi son professeur de philosophie à Louis-le-Grand, et de Jeanne, femme de ce dernier et sœur de Maurice Halbwachs, à travailler comme répétiteur pour les filles de l'écrivain Jean-Richard Bloch, Claude et France Bloch. Avec le père de celles-ci, éditorialiste de la revue Europe proche de Romain Rolland, il partage des interrogations sur le sens de l'engagement de l'intellectuel.
À l'ENS, Georges Canguilhem fréquente le Centre de documentation sociale, CDS, que dirige Célestin Bouglé, précurseur de la sociologie française. C'est un centre de documentation financé par Albert Kahn qui préfigure l'École des hautes études en sciences sociales et attire la jeune génération. S’intéresser aux réalités sociales, c'est, comme le fera plus violemment Paul Nizan, rompre avec l'intellectualisme des maîtres tels que Léon Brunschvicg. C'est à Célestin Bouglé que Georges Canguilhem demande de diriger, en Sorbonne, son diplôme d’études supérieures, étape requise pour qui veut passer l'agrégation. Il soutient son mémoire, sur le positivisme, en 1926.
En mai 1927, à la suite des protestations publiques du pacifiste Michel Alexandre, il joint son nom à ceux des cinquante trois autres élèves de l'ENS signant la pétition rédigée par Alain contre l'article de la loi de réarmement préparée par le député SFIO Joseph Paul-Boncour qui prescrit le rétablissement de la censure en cas de mobilisation. L'affaire intervient au moment où sont organisées d'importantes manifestations en faveur de Sacco et Vanzetti.
Quelques semaines plus tard, cette même année 1927, il est reçu à l'agrégation de philosophie, deuxième derrière Paul Vignaux, devant Jean Lacroix et Jean Cavaillès. En novembre 1927, il commence, comme simple canonnier conducteur, son année de service militaire, qui est prolongée six mois, jusqu'en avril 1929, pour raison disciplinaire, mais au grade, modeste, de brigadier.

### Enseignant (1929-1940)
Georges Canguilhem commence sa carrière d'enseignant à la rentrée 1929, à Charleville, et prend l'habitude de passer une partie des vacances d'été dans la maison de campagne de son ami Jean Richard Bloch, La Mérigote. L'année suivante, l'expérience au lycée d'Albi se passe mal et il prend en 1931 une année sabbatique pour s'essayer au journalisme en remplaçant Jean-Richard Bloch à la direction de la revue Europe. Il y défend des positions polémiques dénonçant la guerre et le militarisme comme étant l'essence de « l'ordre bourgeois ». C'est alors qu'il épouse une collègue, Simone Anthériou (1905-2001) avec qui il aura trois enfants.
Il réintègre l'Éducation nationale à la rentrée 1932, au lycée de Douai. Il a été nommé au lycée de Valenciennes, quand, à la suite de la fusillade du 6 février 1934, il adhère au Comité de vigilance des intellectuels antifascistes, au pacifisme duquel il restera, contrairement à Paul Langevin et aux Communistes, fidèle jusqu'au déclenchement de la guerre
Désormais père de famille titularisé au lycée Henri-IV de Béziers, il y enseigne de l'automne 1934 à l'été 1936 et retrouve son Midi rouge natal. Trop anarchiste et attaché au primat de l'individu sur le collectif pour adhérer à aucun parti politique, c'est en « compagnon de route » qu'il donne des cours au Collège du Travail de la CGT et qu'il anime le Cercle d’études sociales de la Fédération de l'Hérault du PCF, importante section qui milite plus que d'autres pour le soutien à la République d'Espagne.
Pour la rentrée 1936, il obtient une khâgne au lycée Fermat de Toulouse. Il y est également professeur de philosophie pour les classes de terminale. Il refuse à ses classes, philosophies et lettres supérieures, l'utilisation de tout cahier, et propose des prises de notes et un classement des différents textes distribués ou dictés selon une organisation logique à choisir par chacun des élèves. .Il envisage toutefois une reconversion professionnelle et, tout en enseignant au lycée Fermat, commence le long cursus des études de médecine.[réf. nécessaire]

### Résistance (1940 - 1944)

#### Refus de Vichy (septembre 1940 - juillet 1941)
Fin septembre 1940, alors que s'instaure le régime de Vichy, Georges Canguilhem adresse sa démission au recteur de l'Académie de Toulouse, Robert Deltheil, en prétextant officiellement une « convenance personnelle » mais en expliquant qu'« il n'a pas passé l'agrégation de philosophie pour enseigner Travail, Famille, Patrie. »
Quelques jours plus tard, en octobre, Ignace Meyerson, venant de l'École pratique des hautes études, prend son nouveau poste à la Faculté de Lettres de Toulouse. Son élève Jean-Pierre Vernant, terminant son service militaire, prend le poste laissé vacant au lycée Fermat. Début décembre, Jean Cavaillès, de Clermont-Ferrand où il enseigne depuis que l'université de Strasbourg s'y est repliée, prend contact avec son collègue Ignace Meyerson. Celui ci se trouve en butte avec une administration zélée qui, par antisémitisme, refuse de le rémunérer au prétexte d'un « statut des Juifs » qui n'a pourtant pas encore reçu de décret d'application. Jean Cavaillès recherche des volontaires pour diffuser des tracts qu'il rédige avec Emmanuel d'Astier de la Vigerie et Lucie Samuel dénonçant la trahison de Pétain et des soutiens de celui ci. Emmanuel d'Astier de la Vigerie a appelé cette opposition clandestine la Dernière Colonne.
Georges Canguilhem se retrouve dans la petite centaine de sympathisants de la Dernière Colonne qui, à travers la Zone sud, forment alors le noyau du futur mouvement de résistance Libération, du nom choisi par Jean Cavaillès pour leur bulletin de liaison diffusé à partir de juillet 1941 à cent mille exemplaires, Libération.

#### Universitaire résistant (août 1941 - novembre 1943)
En août 1941, Jean Cavaillès, qui s'est fait nommer à Paris, en Sorbonne, par Gaston Bachelard, pour développer le réseau en Zone nord, demande à Georges Canguilhem de le remplacer, tant dans ses fonctions éditoriales au sein du journal qu'à son poste de maître de conférences. Il s'agit d'assurer un cours de philosophie générale, un des quatre enseignements que supervise depuis 1919 le titulaire de la chaire de philosophie, Émile Baudin, lequel se retirera  pour raisons de santé en juillet 1942. Jean Cavaillès le complétait d'un cours de logique, mais le suppléant est compétent en biologie, pas en mathématiques.
Quant à Libération, dès le mois d'octobre, l'argent jusqu'alors fourni par Georges Zérapha vient à manquer. Un secours financier arrive opportunément le mois suivant, porté par l'agent du BCRA Yvon Morandat. Quant aux relations avec les étudiants, ceux ci, échaudés par les arrestations qui ont suivi la campagne d'affichage de février 1941, préfèrent se tourner vers le réseau plus attentiste Liberté, fondé lui aussi à Clermont-Ferrand en septembre 1940.
Parallèlement, Georges Canguilhem poursuit ses études de médecine, dans des conditions matérielles et universitaires difficiles. C'est sa femme Simone, enseignante, qui, depuis que son mari a démissionné, assure l'ordinaire. Durant l'année 1941-1942, il suit notamment le cours de son condisciple Daniel Lagache, qui lui fait découvrir l'œuvre du psychiatre Kurt Goldstein. En 1941-1942, il suit les cours du physiologiste Charles Kayser et de l'histologiste Marc Klein tout en rassemblant une importante documentation pour sa thèse de médecine. Il intitule les séminaires de philosophie générale qu'il donne au cours de l'année 1942-1943 « Caractère normatif de la pensée philosophique » et « Le normal et le problème des mentalités ». En 1943, devant un jury présidé par le professeur de pharmacologie alsacien Alfred Schwarz, il soutient celle-ci, Essai sur quelques problèmes concernant le normal et le pathologique. Il y examine les concepts qui ont présidé à la naissance de la médecine moderne, principalement à travers les œuvres d'Auguste Comte, de Claude Bernard, de René Leriche et de Kurt Goldstein. L'ouvrage, doublé de Nouvelles Réflexions sur le normal et le pathologique, sera réédité en 1966 sous le titre de Le Normal et le Pathologique.
Entretemps, le 26 janvier 1943, Libération-Sud a rejoint le mouvement Combat, dont le représentant, Henry Ingrand, est devenu en mars le chef régional de ce qui s'appelle désormais les Mouvements unis de la Résistance. En revanche Libération-Nord, où les socialistes se méfient du gaullisme, ont refusé d'intégrer les MUR. Jean Cavaillès, par « logique », avait rompu dès avril 1942 avec cette ligne de la désunion, en dépit de ses désaccords avec Charles de Gaulle et des insuffisances de la France libre dont son réseau Cohors a à pâtir. Libération-Sud est représenté au sein de l'état-major régional des MUR par Jean Rochon, le journaliste de La Montagne qui avait fait tirer à dix mille exemplaires le premier numéro de Libération en juillet 1941.

#### Délégué régional de Libération Sud (novembre 1943 - mai 1944)
En novembre 1943, repéré par la Gestapo, Jean Rochon part se cacher, à Paulhaguet. C'est Georges Canguilhem, sous le pseudonyme de Lafont, qui en cas de besoin assurera l'intérim à la direction locale de Libération-Sud.
La Zone sud a été envahie depuis un an quand est déclenchée la rafle dite du 25 novembre 1943, dans les locaux mêmes de l'université de Strasbourg. Dans un couloir, un gestapiste abat Paul Collomp, professeur de papyrologie. Cent dix des personnes arrêtées, dont les Alsaciens, seront déportées. Georges Canguilhem ne retournera pas à l'université. Il s'investit dans l'organisation d'un service de santé pour les maquisards, autour duquel sont mobilisés les médecins Paul Reiss et Louis Mallet, les pharmaciens Pierre Nugou et Anne Marie Menut, mais aussi des jeunes volontaire, Roger Guignard, Marcel Chomard, Fernand Lafaye, Charles Berenholc, Jean Simon, Laurette Meyer... Quelques semaines plus tard, au début de l’année 1944, il mettra en place à Maurines, petit village de l'Aubrac, une infirmerie clandestine.
Le 23 décembre 1943, il assiste à la réunion d'état-major régional des MUR en remplacement de Jean Rochon. En février, celui ci est appelé depuis sa cachette à l'état-major central de l'Armée secrète, à Paris. Georges Canguilhem doit de nouveau représenter Libération-Sud lors de la réunion du 10 février 1944.
Lors de la troisième réunion, qui se tient du 30 avril au 2 mai 1944 dans la ferme du Boitout à Sainte-Marguerite, près de Paulhaguet, Henry Ingrand est présent ainsi que de nombreux autres délégués, Maurice Jouanneau, pour Franc-Tireur, Raymond Perrier, pour le Mouvement ouvrier français, Jean Butez, pour le PS, Pierre Girardot et Roger Vallon, pour le PCF, Charles Eldin pour Front National, Robert Huguet pour les maquis d'Auvergne, les FTPF, de loin les plus nombreux, faisant bande à part. Les chefs départementaux, René Ribière pour l'Allier, Jean Lépine et Pierre Couthon pour le Cantal, Serge Zapalski pour la Haute-Loire, ont été convoqués dans l'optique d'une mobilisation générale. Georges Canguilhem fait adopter une proposition de réorganisation qui efface les divisions en regroupant les fonctions politiques d'une part, les fonctions militaires d'autre part de chacun des groupes composant le MUR. « Il faut, en raison de l'aspect exceptionnel que va prendre désormais l'action R 6, une seule et même personne pour présider ces deux états-majors, ce qui aura l'avantage de servir d'élément de coordination et de bien marquer la prépondérance du pouvoir civil sur le militaire ». Henry Ingrand est élu président des deux états-majors, Émile Coulaudon, nommé chef militaire régional, Georges Canguilhem, chef de l'état-major politique, c'est-à-dire dans l'esprit de celui ci, qui a gardé sa détestation des armes, le garant civil de la légitimité de l'action militaire.
En rentrant à Clermont-Ferrand, celui ci est interpellé à Chamalières par une patrouille allemande. C'est le couvre feu. Il est mis en joue.
Dans le courant du mois de mai, Émile Coulaudon rassemble peu à peu les FFI  dans les monts de la Margeride. Les jeunes gens arrivent seuls ou en groupes, souvent en train, depuis Clermont-Ferrand mais aussi de la campagne. Ils sont répartis en quinze compagnies dans un rayon de dix kilomètres. De l'armement est parachuté par le SOE, trois mille fusils ou mitraillettes, cent cinquante fusils-mitrailleurs, quelques bazookas, trois ou quatre milliers de grenades, des munitions, des explosifs.

#### Médecin du maquis (juin - septembre 1944)
Le 6 juin 1944, à l'annonce du débarquement de Normandie, Georges Canguilhem rejoint Émile Coulaudon dans la Margeride, où le 2 une colonne de supplétifs azerbaïdjanais de la Wehrmacht a été repoussée. Le 9, il est intégré à l'armée, au grade de lieutenant SSA. C'est donc sous les ordres du « colonel Gaspard » que durant la bataille du Mont Mouchet, le 10 juin 1944, il assure avec le professeur Paul Reiss le service de santé, la pharmacie étant mise en place par le lieutenant Anne Marie Menut. L'opération, en dépit de l'avantage tactique et du courage des partisans, est un désastre. Le 11, il y a plus de cent morts. Georges Canguilhem organise sous le feu de l'Ostlegion l'évacuation de dizaines de FFI vers l'hôpital de campagne qu'il a préparé la veille à Lavoûte-Chilhac, une trentaine de kilomètres au nord du mont Mouchet.
Dès le 12, il fait transférer une soixantaine de blessés vers l'infirmerie clandestine de Maurines, à une quarantaine de kilomètres au sud est du mont Mouchet par une route montagneuse. Des unités de la brigade Jesser sont à leur poursuite. Les combats continuent au nord de Maurines, dans la vallée de la Truyère. Le 20, des chars allemands appuyés par de l'artillerie et des avions attaquent le réduit. À 22 h, l'ordre d'évacuation est donné. Le franchissement de la rivière encaissée du Bès se fait de nuit à dos d'hommes via la passerelle de l'usine sidérurgique qui se trouve là.
Le service de santé parvient à s'installer le 21 dans la mairie de la commune voisine d'Albaret-le-Comtal. C'est là que le professeur Paul Reiss et Georges Canguilhem, assistés par la prière du curé de la paroisse, s'improvisent chirurgiens pour procéder à une amputation d'urgence. Les charrettes à bœufs des paysans réquisitionnées par le maire dès la nuit précédente sont réparties en deux convois humanitaires improvisés, qui poursuivent la fuite vers l'est. Les blessés les plus fragiles restent en arrière sous la conduite de Paul Reiss, Georges Canguilhem, Anne Marie Menut et le mari de celle ci, Max Menut, lui aussi étudiant en pharmacie. Dans l'après midi du 22, cette queue de convoi se trouve encore à huit kilomètres au nord est d'Albaret, à Saint-Just. Elle est signalée par un collaborationniste de Saint-Chély-d'Apcher et encerclée à hauteur de la ferme d'Estremiac. Au cours de l'assaut, les invalides périssent. Paul Reiss est tué ainsi que le père d'Anne Marie Menut, Fernand Lafaye. Celle-ci, blessée, est capturée mitraillette à la main. Georges Canguilhem échappe au massacre en se cachant dans le ruisseau d'Arcomie, qui s'écoule au milieu des bois cinq mètres en arrière.

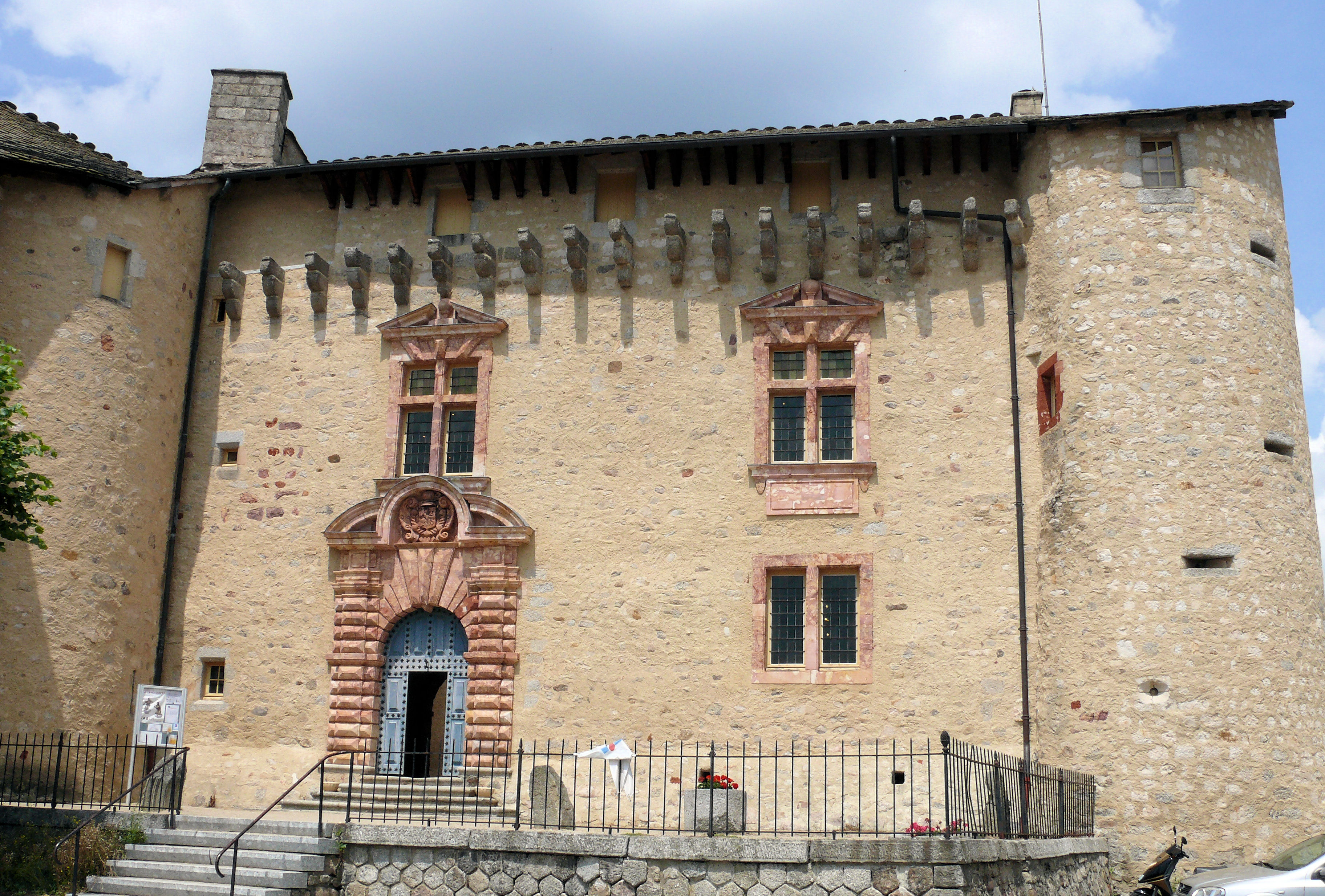
L'hôpital psychiatrique aménagé depuis 1823 dans le château de Saint-Alban, lieu d'un changement paradigmatique de la psychiatrie auquel Canguilhem assiste en juillet 1944.

Il rejoint la tête de la colonne et la conduit jusqu'à l'hôpital psychiatrique de Saint-Alban, asile des persécutés, des artistes et des résistants que dirige Lucien Bonnafé et qui se trouve à une quarantaine de kilomètres au sud est, dans le Gévaudan. Pendant quelques semaines, les blessés de guerre sont plus nombreux que les patients psychotiques mais, le temps de ce séjour à Saint Alban, le « docteur Lafont » participe aux réunions animées par François Tosquelles au cours desquelles est réinventée dans la ligne de Jacques Lacan une psychiatrie orientée par la psychanalyse, origine de la psychothérapie institutionnelle.
De retour dans le Brivadois, auprès de sa femme et ses enfants, il regagne début septembre Clermont-Ferrand, d'où Henry Ingrand, nouvellement nommé par le Gouvernement provisoire commissaire de la République, le mandate pour une mission secrète à Vichy, que Pétain a quitté le 20 août sous escorte de la Wehrmacht. Le 12 septembre 1944, André Diethelm, ministre de la guerre nouvellement nommé au sein du gouvernement de Charles de Gaulle, lui attribue la croix de guerre.

### De la Résistance à Mai 68 (1945-1971)
À la rentrée 1945, Jean Cavaillès n'ayant pas survécu, Georges Canguilhem reprend son poste de maître de conférences, désormais à Strasbourg. Il prend la place du mort, position qui ne cessera de l'interroger sur le sens de l'héroïsme.
En 1948, il est promu inspecteur général de l'Instruction publique, chargé de l’administration des inspecteurs en matière de philosophie, Georges Gusdorf lui succédant au sein de l'université de Strasbourg. Ce poste de haut fonctionnaire lui laisse le loisir de préparer sa thèse de doctorat de philosophie, qu'âgé de cinquante et un ans, il soutient en 1955 et qui est aussitôt publiée.

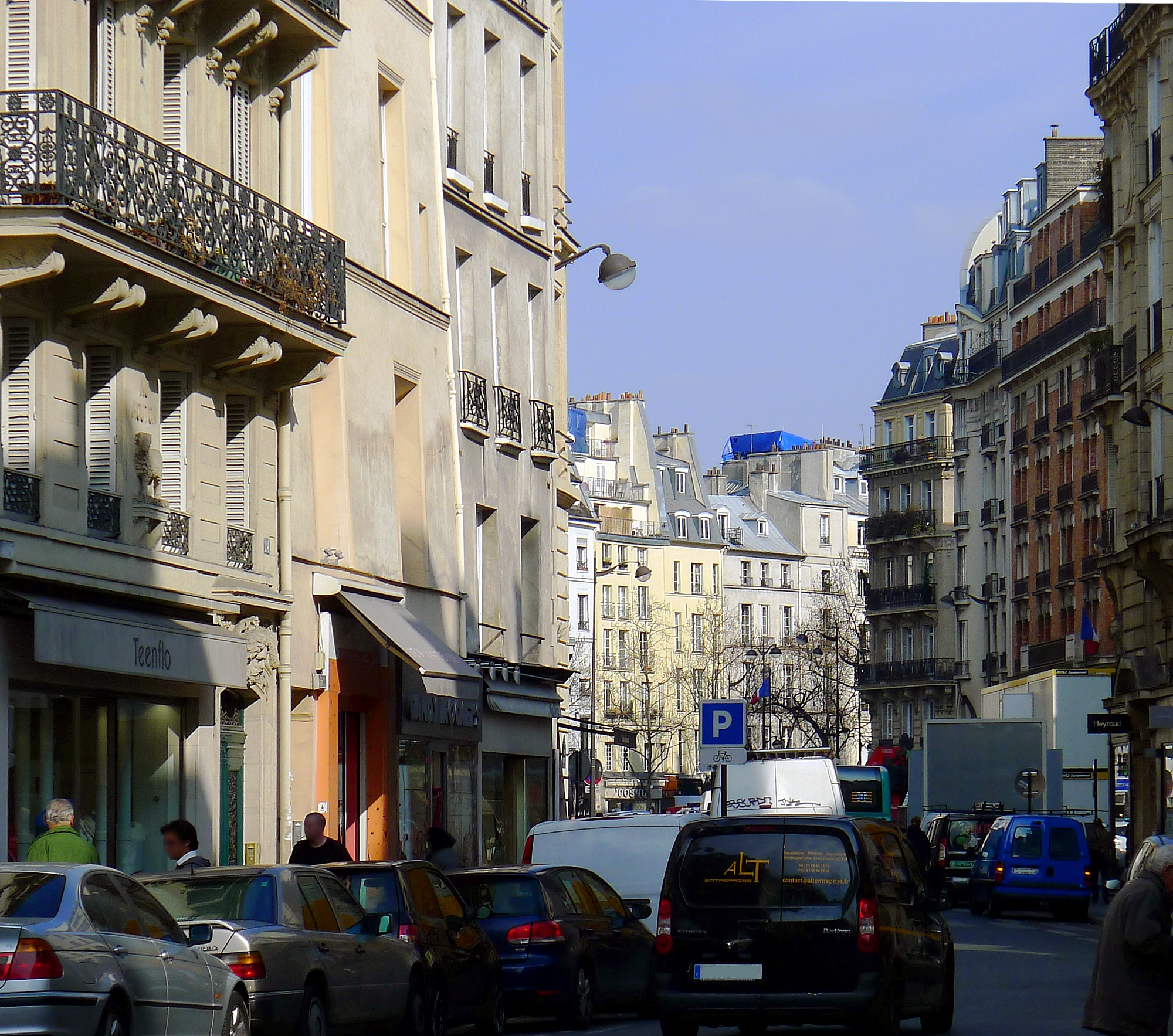
« Le Cang » donnait ses cours dans une petite salle de l'IHPST, 23 rue du Four, le bâtiment rose sur la droite.

Il est alors nommé professeur en Sorbonne et succède à Gaston Bachelard à la direction de l'Institut d'histoire et de philosophie des sciences et des techniques, poste qu'il occupera jusqu'à la retraite, en 1971. À l'automne de cette année 1955, il soutient l'appel lancé à l'initiative de Robert Antelme, Dionys Mascolo, Louis-René des Forêts et Edgar Morin par Jean Cassou contre la poursuite de la guerre d'Algérie et cinq ans plus tard, il souscrit, aux côtés de quelques autres professeurs de renom, à la pétition de la Fédération de l'Éducation nationale appelant à reconnaître l'indépendance de l'Algérie.
Il compte parmi ses élèves et disciples Patrick Vauday, Michel Foucault (qui lui demande d'être le rapporteur de sa thèse Folie et déraison : histoire de la folie à l'âge classique), François Dagognet, Gilles Deleuze, José Cabanis, Jean Svagelski et dans la génération suivante Camille Limoges, Dominique Lecourt, Donna Haraway, Claude Debru.

### Figure de l'intelligentsia (1972-1995)
À la suite du coup d'état du général Jaruzelski, en décembre 1981, il est une des figures de l’intelligentsia française donnant visage aux quatre mille cent cinquante chercheurs, techniciens et administratifs des organismes de recherche, appelant, à l'initiative de Jacques Le Goff, le gouvernement à soutenir Solidarność.
En décembre 1990, un colloque est organisé au Palais de la découverte sous le patronat du Collège international de philosophie. Dominique Lecourt est chargé au nom d'un groupe de ses anciens élèves d'obtenir l'accord pour organiser ce colloque : de prime abord, il bougonna puis fit savoir que cela « lui faisait plutôt plaisir » à la condition qu'il ne soit pas obligé de venir. Il adressa un message au président du conseil d'administration du Collège international de philosophie pour excuser son absence : « Il ne m’est pas possible, à mon âge, de faire autrement que j’ai toujours fait, c’est-à-dire considérer ce qu’on appelle mon œuvre comme autre chose que la trace de mon métier. ».

## Une philosophie de la science
Les principales œuvres philosophiques de Canguilhem sont Le Normal et le Pathologique (publiée en 1943 et complétée lors d'une réédition en 1966) et La Connaissance de la vie (1952).
Le premier ouvrage est une recherche approfondie sur la nature et le sens de la notion de normalité en médecine et en biologie, mais aussi sur la production et l'institutionnalisation des connaissances scientifiques. Aujourd'hui encore, Le Normal et le Pathologique reste fondamental sur le plan de l'anthropologie médicale et de l'histoire des idées, et a connu un grand retentissement, notamment par le biais de l'influence que Canguilhem a exercé sur Foucault.
Le deuxième est une étude à propos de la spécificité de la biologie en tant que science, la signification historique et conceptuelle du vitalisme, et la possibilité de concevoir l'organisme non pas sur la base de modèles mécanistes ou techniques qui permettraient de le réduire à une machine, mais plutôt de le considérer sous l'angle de sa relation avec le milieu où il vit, sa survie (et dès lors sa relation aux « erreurs » génétiques et à l'« anormalité ») dans ce milieu, et son statut holistique, i.e qui ne saurait se réduire à la simple « somme de ses parties ». Canguilhem prend énergiquement parti dans ce sens, critiquant le mécanisme et soutenant le vitalisme de Thomas Willis. En effet, selon lui, une telle réduction priverait la biologie de son propre champ de recherches, en transformant selon un processus idéologique des êtres vivants en structures mécaniques incluses dans un équilibre physico-chimique inapte à rendre compte de la spécificité des organismes et de la complexité de la vie. Plus tard, dans Idéologie et rationalité et dans son Histoire des sciences de la vie, il développa ces critiques.

## Décorations
- Médaille de la Résistance française (25 avril 1946)[52]
- Croix de guerre 1939-1945 (1945)

## Œuvres
Bibliographie critique de G. Canguilhem par C. Limoges, in F. Delaporte, 1994, op. cité infra.

### Essais
- Avec C. Planet, Traité de logique et de morale, Robert & fils impr., Marseille, 1939.
- Essai sur quelques problèmes concernant le normal et le pathologique (1943), réédité sous le titre Le Normal et le Pathologique, augmenté de Nouvelles Réflexions concernant le normal et le pathologique (1966), 9e rééd. PUF/Quadrige, Paris, 2005  (ISBN 2130549586).
- La Connaissance de la vie (1952), réédition revue et augmentée Vrin, Paris, 1965 et 1992  (ISBN 2711611329).
- La Formation du concept de réflexe aux XVIIe et XVIIIe siècles, PUF, Paris, 1955, rééd. : Éd. Vrin, Coll. « Histoire des sciences »,  (ISBN 2711601099).
- Avec Georges Lapassade, Jean Piquerol, Jacques Ulmann, Du développement à l’évolution au XIXe siècle (1962), Paris, PUF/Quadrige, 2003  (ISBN 2130538355).
- Études d'histoire et de philosophie des sciences concernant les vivants et la vie (1968) 7e rééd. Vrin, Paris, 1990  (ISBN 2711601080).
- Idéologie et rationalité dans l'histoire des sciences de la vie (1977), Éd. Vrin, coll. poche « Bibliothèque des textes philosophiques », Paris, 2009,  (ISBN 2711622045).
- La Santé, concept vulgaire et question philosophique (1988), Sables, Pin-Balma, 1990  (ISBN 2907530348).

### Principales conférences
- « Descartes et la technique », in Travaux du XIe congrès international de philosophie, t. II, p. 77-85, Hermann, Paris, 1937.
- « Activité technique et création », in Communications et Discussions, 2e série, p. 81-86, Société toulousaine de philosophie, Toulouse, 1938.
- « Qu'est-ce que la psychologie ? », in Revue de métaphysique et de morale, 1958.
- « Raymond Aron et la philosophie critique de l'histoire », №in Enquête, 1989.
- « Max Weber », 1992 [lire en ligne].
- « Vie et mort de Jean Cavaillès », Éd. Allia, 1996  (ISBN 2911188179).

### Principaux articles
- « Une pédagogie de la guérison est-elle possible? », in Nouvelle Revue de psychanalyse, no XVII, p. 13-26, Paris, juin 1978.
- « Le cerveau et la pensée » (1980), in G. Canguilhem, philosophe, historien des sciences, 1992, p. 11 à 33  (ISBN 2226062017).
- « Vie » et « Régulation », articles de l’Encyclopædia Universalis (1974), 2e éd., Paris, 1989.

### Recueils posthumes
- (en) F. Delaporte, préf. P. Rabinow A Vital Rationalist: Selected Writings from Georges Canguilhem, Zone Books (en), New York, 1994, 481 p.
- M. Trebitsch, « L’intellectuel dans l’action. Lettres de Georges Canguilhem à Jean-Richard Bloch (1927-1946). », in Vingtième Siècle, no 50, p. 114-121, Sciences Po, 1996  (ISSN 0294-1759).
- Écrits sur la médecine, Éd. du Seuil, coll. « Champ freudien », 2002  (ISBN 2020551705).
- Col., Georges Canguilhem. Œuvres complètes, t. I "Écrits philosophiques et politiques (1926-1939)", Coll. Bibliothèque des textes philosophiques, Vrin, Paris, décembre 2011,  (ISBN 978-2-7116-2360-0), 1032 p.
- C. Debru & A. Fagot-Largeault, Georges Canguilhem. Œuvres complètes, t. II " Écrits de médecine et de philosophie : les trois thèses.", Coll. Bibliothèque des textes philosophiques, Vrin, Paris, 2020.
- C. Limoges, Georges Canguilhem. Œuvres complètes, t. III "Écrits d’histoire des sciences et d’épistémologie", Coll. Bibliothèque des textes philosophiques, Vrin, Paris, novembre 2019  (ISBN 978-2-7116-2362-4), 1056 p.
- C. Limoges, Georges Canguilhem. Œuvres complètes, t. IV "Résistance, philosophie biologique et histoire des sciences 1940-1965", Coll. Bibliothèque des textes philosophiques, Vrin, Paris, mai 2015  (ISBN 978-2-7116-2363-1), 1296 p.
- C. Limoges, Georges Canguilhem. Œuvres complètes, t. V "Histoire des sciences, épistémologie, commémorations 1966-1995.", Coll. Bibliothèque des textes philosophiques, Vrin, Paris, octobre 2018  (ISBN 978-2-7116-2364-8), 1488 p.